# Чайтен

Коммуна Чайтен на карте области Лос-Лагос

Чайте́н (исп. Chaitén) — посёлок в Чили. Административный центр одноимённой коммуны. Население — 4065 человек (2002). Посёлок и коммуна входит в состав провинции Палена и области Лос-Лагос.
Территория коммуны — 8470,5 км². Численность населения — 7219 жителей (2007). Плотность населения — 0,85 чел/ км².

## Расположение
Посёлок расположен в 162 км на юго-запад от административного центра области города Пуэрто-Монт.
Коммуна граничит:
- на севере — с коммуной Уалайуэ
- на востоке — с провинцией Чубут (Аргентина), с коммунами Футалеуфу, Палена
- на юге — с коммуной Сиснес

На западе коммуны расположен залив Корковадо.

## Демография
Согласно сведениям, собранным в ходе переписи Национальным институтом статистики, население коммуны составляет 7219 человек, из которых 3956 мужчин и 3263 женщины.
Население коммуны составляет 0,91 % от общей численности населения области Лос-Лагос. 41,93 % относится к сельскому населению и 58,07 % — городское население.
После начала извержения в 2008 году вулкана Чайтен посёлок был практически полностью эвакуирован. Местность покрыта слоем вулканического пепла. Разрабатываются планы переноса Чайтена в новое место.